# Rideau!
Rideau! (Nederlands: Gordijn) is een livealbum van de Franse muziekgroep Ange. Het album bevat opnamen die zijn gemaakt tijdens de concerten van 17 mei in Lille en 27 mei in Mulhouse. Rideau! is de titel van de commerciële uitgave. Ongeveer gelijkertijd bracht de fanclub Un pied dans la marge (UPDLM) een eigen versie uit, die bestond uit twee compact discs, getiteld Un P'tit Tour Et Puis S'en Vont: Live 1995. De genoemde concerten vormden een onderdeel van de afscheidstournee, die werd afgesloten op 6 december 1995 in Zenith, een concertzaal in Parijs. De muziekgroep had er vijfentwintig jaar opzitten. De gebroeders Décamps gingen ieder hun eigen weg.

## Musici
- Christian Décamps – zang
- Jean-Michel Brézovar – gitaar
- Daniel Haas – basgitaar
- Francis Décamps – toetsinstrumenten
- Gérard Jelsch – slagwerk

## Muziek
| Nr. | Titel                                             | Duur |
| --- | ------------------------------------------------- | ---- |
| 1.  | Au-delà du délire                                 | 7:30 |
| 2.  | La gare de Troyes                                 | 4:28 |
| 3.  | La pour personne                                  | 4:46 |
| 4.  | Saga                                              | 5:35 |
| 5.  | Reveille-toi                                      | 6:40 |
| 6.  | Sur la trace des fées                             | 4:45 |
| 7.  | Ode à Émile                                       | 2:52 |
| 8.  | Le ballon de Billy                                | 5:55 |
| 9.  | Aujourd’hui c’est la fête chez l’apprenti sorcier | 3:11 |
| 10. | Le soir du diable                                 | 4:54 |
| 12. | Le cimetiàre des arlequins                        | 9:33 |
| 13. | Vu d’un chien                                     | 9:00 |
| 14. | Ces gens-là                                       | 5:30 |